# Acanthormius rossicus
Acanthormius rossicus är en stekelart som beskrevs av Vladimir Ivanovich Tobias och Sergey A. Belokobylskij 1981. Acanthormius rossicus ingår i släktet Acanthormius och familjen bracksteklar. Inga underarter finns listade i Catalogue of Life.